# Chablis
Chablis (wym. [ʃabli]) – miejscowość i gmina we Francji, w regionie Burgundia-Franche-Comté, w departamencie Yonne.
Według danych na rok 1990 gminę zamieszkiwało 2569 osób, a gęstość zaludnienia wynosiła 66 osób/km² (wśród 2044 gmin Burgundii Chablis plasuje się na 75. miejscu pod względem liczby ludności, natomiast pod względem powierzchni na miejscu 80.).
W okolicach miejscowości wytwarza się jedno z najbardziej znanych na świecie francuskich win. Wino bierze swoją nazwę od nazwy gminy, w której jest produkowane, a surowcem na nie są winogrona białego szczepu chardonnay.

## Współpraca
Miejscowość partnerska:
- Ferrières, Belgia